# El amante bilingüe
Pour plus de détails, voir Fiche technique et Distribution.
El amante bilingüe (italien : L'amante bilingue) est une comédie dramatique hispano-italienne réalisée par Vicente Aranda et sortie en 1993.
Cette coproduction italo-espagnole est adaptée du roman du même nom de Juan Marsé et a été entièrement tourné et mis en scène à Barcelone. Le bilinguisme du titre fait référence à la situation sociopolitique de la Catalogne, traditionnellement animée par des tensions indépendantistes.

## Synopsis
Joan Marés (anagramme de l'auteur), un homme d'origine modeste, parvient à épouser Norma, une catalane de la haute société. Le mariage échoue parce qu'elle lui est infidèle. Marés doit quitter son domicile et se retrouve sans ressources en jouant de l'accordéon dans les rues de Barcelone. Un jour, lors d'une manifestation, un cocktail Molotov lui tombe dessus et son visage est défiguré, mais il profite de cette circonstance pour se faire passer pour un trafiquant de drogue appelé Faneca, afin de récupérer sa femme. Cependant, il arrive un moment où la Faneca fictive finit par remplacer Marés.

## Fiche technique
- Titre original espagnol : El amante bilingüe[1]
- Titre italien : L'amante bilingue[2]
- Réalisation : Vicente Aranda
- Scénario : Vicente Aranda d'après un roman homonyme de Juan Marsé
- Photographie : Juan Amorós, Luigi Martin
- Montage : Teresa Font, Bela M. Da Costa
- Musique : José Nieto
- Décors : Elio Micheli, Wolfgang Burman
- Costumes : Ana Alvargonzales
- Production : Eduardo Campoy, Enrique Cerezo, Andrés Vicente Gómez, Manuel Lombardero, Carlos Vasallo
- Société de production : Lolafilms, Atrium Productions, Cartel Films
- Pays de production :  Italie -  Espagne
- Langue originale : espagnol, catalan
- Format : couleurs par Eastmancolor - Son Dolby - 35 mm
- Durée : 105 minutes
- Genre : comédie dramatique
- Dates de sortie :
  - Espagne : 1er avril 1993
  - Italie : 20 août 1993

## Distribution
- Imanol Arias : Joan Marés / Juan Faneca
- Ornella Muti : Norma Valenti
- Loles León : Vicenta
- Javier Bardem : le cireur de chaussures
- Joan Lluís Bozzo : Valls Verdú
- Pep Cruz : Cuxot
- Arnau Vilardebó : Serafín
- Ricard Borràs	: Lobo
- Jordi Dauder : Feisal
- Eufemia Román : Caperucita
- Carla Lombardi : Fada